# La cubeta de Faraday
El experimento del cubo de hielo de Faraday es un simple experimento electrostático realizado en 1843 por el científico británico Michael Faraday que demuestra el efecto de la inducción electrostática en un contenedor conductor. Para un contenedor,Faraday utilizó un cubo de metal hecho para contener hielo, lo que le dio su nombre al experimento El experimento muestra que una carga eléctrica encerrada dentro de una cáscara conductora induce una carga igual en la cáscara, y que en un cuerpo conductor de electricidad, la carga reside enteramente en la superficie.  El experimento de la cubeta de hielo fue el primer experimento cuantitativo preciso sobre la carga electrostática. Todavía se utiliza hoy en día en demostraciones de conferencias y cursos de física de laboratorio para enseñar los principios de la electrostática. 

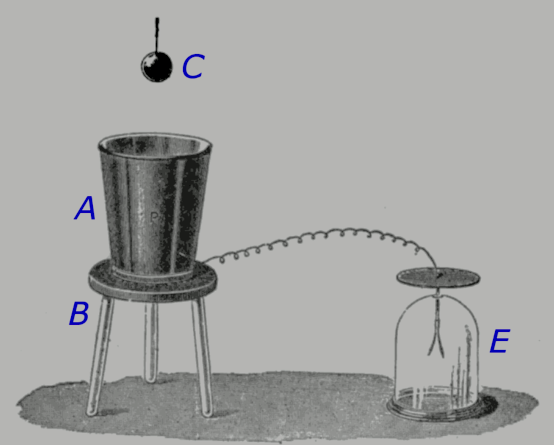

## Descripción del Experimento
1.El experimento utiliza un recipiente metálico conductor abierto en la parte superior, aislado del suelo. Faraday empleó un cubo de peltre de 7 pulgadas de diámetro por 10,5 pulgadas de alto en un banco de madera, pero las demostraciones modernas a menudo utilizan una esfera de metal hueco con un agujero en la parte superior, o un cilindro de pantalla de metal,montado en un soporte aislante. Su superficie exterior está conectada por un cable a un detector de carga eléctrico sensible. Faraday utilizó un electroscopio de hoja dorada, pero las demostraciones modernas a menudo utilizan un instrumento electrómetrico porque es mucho más sensible que un electroscopio, puede distinguir entre carga positiva y negativa, y da una lectura cuantitativa El contenedor se descarga conectándolo de forma breve al objeto conductor grande, llamado tierra (tierra); esto se puede hacer tocándolo con un dedo, usando el cuerpo humano conductor como tierra. Cualquier carga inicial cae al suelo. El detector de carga lee cero, indicando que el contenedor no tiene carga.
2.Un objeto metálico C (Faraday utilizó una bola de latón suspendida por un hilo de seda no conductor, pero los experimentos modernos a menudo utilizan una pequeña bola de metal o un disco montado en un mango aislante) se carga con electricidad utilizando una máquina electrostática y se baja en el contenedor A sin tocarlo . A medida que baja, la lectura del detector de carga aumenta, indicando que el exterior del contenedor se está cargando. Una vez que el objeto está bien dentro del labio del contenedor, el detector de carga se nivela y registra una carga constante, incluso si el objeto se baja más. La carga en el exterior del contenedor tiene la misma polaridad que la del objeto. Si el detector de carga es tocado en la superficie interior del contenedor, se encuentra cargado con polaridad opuesta. Por ejemplo, si el objeto C tiene una carga positiva, se encontrará que el exterior del contenedor A tiene una carga positiva, mientras que el interior del contenedor tiene una carga negativa.
3. Si el objeto C se mueve dentro del contenedor sin tocar las paredes, la lectura del detector de carga no cambiará, indicando que la carga en el exterior del contenedor no se ve afectada por el lugar donde se encuentra el objeto cargado dentro del contenedor. 
4. Si el objeto cargado C se levanta del contenedor de nuevo, el detector de carga se reducirá a cero de nuevo. Esto muestra que las cargas en el contenedor fueron inducidas por C, y el contenedor no tiene carga neta. Por lo tanto, las cargas opuestas inducidas en el interior y en el exterior deben ser de igual tamaño.
5. El objeto cargado C es tocado al interior del contenedor. La lectura del detector de carga no cambia. Sin embargo, si el objeto se retira ahora del contenedor, la lectura permanece igual, indicando que el contenedor tiene ahora una carga neta. Si el objeto se prueba con el detector de carga, se descubre que está completamente descargado y que el interior del contenedor también está descargado. Esto indica que toda la carga en C ha sido transferida al contenedor, y ha neutralizado exactamente la carga opuesta en la superficie interior del contenedor, dejando sólo la carga en el exterior. Así que la carga en el interior del contenedor era exactamente igual a la carga en C.

### Prevención de errores  debido a cargas extraviadas
Las cargas eléctricas estáticas extraviadas en el cuerpo del experimentador, la ropa o los aparatos cercanos, así como los campos eléctricos de CA de los equipos alimentados por la red eléctrica, pueden inducir cargas adicionales en partes del contenedor o en el objeto C cargado, dando una lectura falsa. El éxito del experimento requiere a menudo precauciones para eliminar estas cargas extrañas: 
Cualquier carga en el contenedor y en los objetos conductores cercanos debe ser removida antes del experimento poniendo a tierra; tocándolos brevemente con algún objeto conductor grande llamado tierra. Cualquier carga sobre el objeto fluirá en el suelo debido a su repulsión mutua. Esto se puede lograr tocándolos con un dedo, usando el cuerpo humano conductor como tierra. Sin embargo, el cuerpo del experimentador debe conectarse a tierra con frecuencia tocando una buena tierra metálica, como un banco de trabajo de metal, o preferiblemente una tubería de agua o el cable de conexión a tierra del cableado de la red de alimentación del edificio, Lo ideal es que el cuerpo del experimentador esté conectado a tierra durante todo el experimento Algunos kits de demostración incluyen placas de tierra conductivas que se colocan en el banco de trabajo debajo del aparato y correas antiestáticas que el experimentador usa durante el experimento, las cuales están conectadas a una buena tierra.

El electrómetro mide la carga con respecto a la tierra, por lo que requiere una conexión a tierra durante el uso Tiene un cable de tierra, generalmente de color negro, que termina en un clip que debe ser conectado a una tierra metálica durante el uso. 

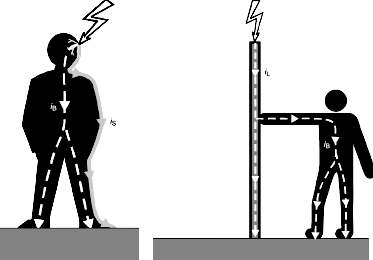

El experimentador debe evitar el movimiento excesivo durante el experimento Caminar o agitar los brazos puede causar la acumulación de cargas estáticas en la ropa. El experimentador debe sostener el mango del objeto cargado C tan lejos del objeto y del contenedor como sea posible cuando baje el objeto dentro del contenedor.
En los kits de laboratorio para estudiantes profesionales, el contenedor A suele tener la forma de dos cilindros concéntricos de pantalla metálica, abiertos en la parte superior. El cilindro interior es el propio contenedor de cubetas de Faraday, separado del cilindro exterior por soportes aislantes. La pantalla metálica cilíndrica exterior rodea la interior y actúa como tierra para protegerla de las cargas perdidas. Este diseño elimina en gran medida el problema de la carga extraviada, además de permitir que el experimentador vea el interior del contenedor. El cable de tierra del electrómetro se sujeta a la pantalla de tierra exterior, y el experimentador toca esta pantalla mientras realiza cualquier procedimiento. Para conectar a tierra la pantalla interior, el experimentador puede conectar su dedo entre las pantallas interior y exterior. Al hacer esto es importante que levante el dedo primero de la pantalla interior, no de la exterior, para evitar dejar carga en la pantalla interior. 
La carga puede filtrarse del objeto C cargado y del contenedor a lo largo de las asas y los soportes debido a las capas superficiales de suciedad y aceite de las huellas dactilares, Si se sospecha esto, el equipo debe lavarse con detergente para eliminar los aceites y secarse. 
Al medir la carga en la superficie interior o exterior del contenedor, el detector de carga no debe tocar la superficie cercana al borde del contenedor. La carga adicional se concentra cerca del borde de la abertura debido a la geometría del metal.

## Explicación
Los objetos metálicos conductores contienen cargas eléctricas móviles (electrones) que pueden moverse libremente en el metal, En un estado sin carga, cada parte del metal contiene cantidades iguales de cargas positivas y negativas, íntimamente mezcladas, por lo que ninguna parte tiene una carga neta. Si un objeto cargado externamente se acerca a una pieza de metal, la fuerza de la carga hace que estas cargas internas se separen, Las cargas de polaridad opuesta a la carga externa son atraídas hacia ella y se mueven hacia la superficie del objeto que se enfrenta a la carga. Las cargas de la misma polaridad son repelidas y se mueven a la superficie del metal lejos de la carga. Esto se denomina inducción electrostática. En el procedimiento 2 anterior, a medida que la carga C desciende en el contenedor, las cargas en el metal del contenedor se separan. Si C tiene una carga positiva, las cargas negativas en el metal son atraídas a él y se mueven a la superficie interior del contenedor, mientras que las cargas positivas son repelidas y se mueven a la superficie exterior. Si C tiene una carga negativa, las cargas tienen polaridad opuesta. Dado que el contenedor originalmente no estaba cargado, las dos regiones tienen cargas iguales y opuestas. El proceso de inducción es reversible: en el procedimiento 4, cuando se elimina C, la atracción de las cargas opuestas hace que se entremezclen de nuevo, y la carga en las superficies se reduce a cero.

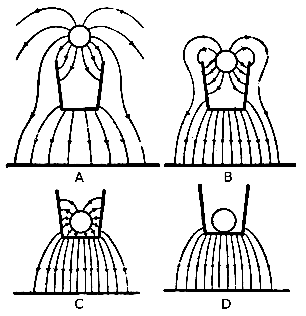

Es el campo electrostático del objeto cargado C el que hace que las cargas móviles se muevan. Como las cargas en el metal se separan, las regiones resultantes de la carga inducida en las superficies del contenedor metálico crean su propio campo electrostático, que se opone al campo de C.  El campo de las cargas inducidas cancela exactamente el campo de C en todo el interior del metal.  El campo electrostático dentro de un trozo de metal es siempre cero. Si no lo fuera, la fuerza del campo causaría más movimiento de cargas y más separación de cargas, hasta que el campo eléctrico se volviera cero.
Es el campo electrostático del objeto cargado C el que hace que las cargas móviles se muevan. Como las cargas en el metal se separan, las regiones resultantes de la carga inducida en las superficies del contenedor metálico crean su propio campo electrostático, que se opone al campo de C.  El campo de las cargas inducidas cancela exactamente el campo de C en todo el interior del metal.  El campo electrostático dentro de un trozo de metal es siempre cero. Si no lo fuera, la fuerza del campo causaría más movimiento de cargas y más separación de cargas, hasta que el campo eléctrico se volviera cero.
Una vez que C está bien dentro del contenedor, casi todas las líneas de campo eléctrico de C golpean la superficie del contenedor, El resultado (probado abajo) es que la carga total inducida en el interior del contenedor es igual a la carga en C.
En el Procedimiento 5, cuando C es tocado a la pared interna del contenedor, toda la carga en C fluye hacia afuera y neutraliza la carga inducida, dejando tanto la pared interna como C sin carga. El contenedor se deja con la carga en el exterior. El efecto neto es que toda la carga que antes estaba en C está ahora en el exterior del contenedor.

Una conclusión importante que se puede sacar de esto es que la carga neta dentro de un contenedor conductor cerrado es siempre cero, incluso si se introduce un objeto cargado. Si la carga interior puede encontrar un camino conductor hacia la pared del contenedor, fluirá hacia la superficie exterior del contenedor debido a su repulsión mutua. Si no puede, la carga interior inducirá una carga igual y opuesta en la superficie interior, por lo que la carga neta en el interior sigue siendo cero. Cualquier carga neta sobre un objeto conductor se encuentra en su superficie.

### La prueba de carga inducida es igual a la carga del objeto

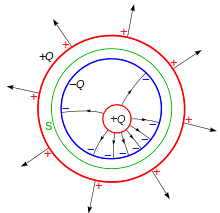

El resultado encontrado en el Procedimiento 5, que un objeto cargado encerrado en un contenedor metálico induce una carga igual en el contenedor, puede ser probado usando la ley de Gauss. Supongamos que el contenedor A encierra completamente el objeto C, sin una abertura (esta suposición se explica a continuación), y que C tiene una carga de Q coulombs. El campo eléctrico de la carga C hará que las cargas en el volumen del metal se separen, creando regiones de carga inducida en las superficies interior y exterior de la carcasa. Ahora imagine una superficie cerrada S dentro del metal de la carcasa, entre las superficies interior y exterior. Dado que S está en una región conductora (dentro del volumen de metal) donde el campo eléctrico es cero, el campo eléctrico en todas partes en la superficie S es cero. Por lo tanto, el flujo eléctrico total a través de la superficie S debe ser cero. Por lo tanto, según la ley de Gauss, la carga eléctrica total dentro de la superficie S debe ser cero:

### ∬SE⋅da=1ϵ0(Q+Qinduced)=0{\displaystyle \iint \limits _{S}E\cdot da={\frac {1}{\epsilon 0}}{\Bigl (}Q+Qinduced{\Bigr )}=0}
Las únicas cargas dentro de S son la carga Q en el objeto C, y la carga inducida Qinduced en la superficie interior del metal. Dado que la suma de estas dos cargas es cero, la carga inducida en la superficie interior del armazón debe tener un valor igual pero opuesto a la carga en C: Qinduced = -Q.

### Explicación del uso de líneas de campo eléctrico
Otra manera de ver que la carga adjunta induce una carga igual en el contenedor es utilizar el dispositivo de visualización de las líneas de campo eléctrico, las líneas de campo eléctrico terminan con cargas iguales, es decir, cada línea comienza con una cantidad específica de carga positiva y termina con una cantidad igual de carga negativa. Un hecho adicional necesario es que las líneas de campo eléctrico no pueden penetrar los conductores; si una línea de campo eléctrico penetrara en un volumen de metal, los electrones en el metal fluirían a lo largo de la línea de campo, redistribuyendo la carga en el conductor hasta que no quedara ningún campo eléctrico. Sólo cuando el campo eléctrico en el conductor es cero pueden las cargas en el conductor estar en equilibrio electrostático.
Cuando el objeto cargado C está encerrado dentro del contenedor conductor A. Todas las líneas de campo que se extienden desde el objeto deben terminar en la superficie interior del contenedor; no hay otro lugar donde puedan ir. Dado que cada unidad de carga en el objeto origina una línea de campo, que termina con una carga inducida igual en el contenedor, la carga total en el objeto y la carga inducida en el interior del contenedor deben ser iguales. 
Un objeto cargado fuera de cualquier contenedor también induce una carga igual en su entorno. Las líneas de campo que se extienden desde allí terminan en cargas inducidas en las paredes u otros objetos de la habitación. Esto ilustra el principio general de que por cada carga positiva debe haber una carga negativa correspondiente en algún lugar del universo.

### El efecto del agujero
Estrictamente hablando, para que la carga inducida en el contenedor sea exactamente igual a la carga sobre el objeto, el contenedor de metal debe encerrar completamente el objeto cargado, sin un agujero. si hay una abertura, algunas de las líneas de campo eléctrico de C pasarán a través de la abertura, y por lo tanto no inducirán una carga opuesta en el contenedor, por lo que la carga en las superficies del contenedor será menor que la carga en C. Pero es necesario abrir una abertura para que el objeto cargado entre y salga. En su experimento, Faraday cerró la abertura colocando la tapa metálica del cubo en el hilo que suspende la bola, de modo que cuando la bola fue bajada al centro del contenedor, la tapa cubrió la abertura. Sin embargo, esto no es necesario. El experimento funciona muy bien incluso para contenedores con grandes aberturas descubiertas, como el cubo de Faraday. Mientras sea lo suficientemente profundo, y la profundidad de C dentro del contenedor sea mayor que el diámetro de la abertura, la carga inducida será muy cercana en valor a la carga en C. Como muestra el dibujo anterior, una vez que el objeto cargado está bien adentro, la mayoría de las líneas de campo eléctrico que se originan en la carga C terminan en las paredes del contenedor, por lo que muy pocas de ellas pasan a través de la abertura para terminar en cargas negativas que no se encuentran en el contenedor. John Ambrose Fleming, un prominente investigador eléctrico, escribió en 1911. Es curioso observar el tamaño de una abertura que puede hacerse en un recipiente que, sin embargo, sigue siendo para todos los fines eléctricos un “conductor cerrado";. 
Pero el experimento se explica a menudo, como en las secciones anteriores, asumiendo que el contenedor no tiene agujero.

### Blindaje electrostático
Dado que no hay campo eléctrico en el volumen intermedio del metal, la distribución de la carga en la superficie exterior del contenedor y su campo eléctrico no se ve afectada en absoluto por las cargas dentro del contenedor. Si el objeto cargado dentro del contenedor se mueve como en el procedimiento 3, la distribución de la carga inducida en la superficie interior se redistribuirá a sí misma, manteniendo la cancelación de los campos eléctricos fuera de la superficie interior. De este modo, las cargas en la superficie exterior no se verán afectadas en absoluto, al igual que las cargas en el mundo exterior.
Desde el exterior, el contenedor metálico actúa exactamente como si simplemente tuviera una carga superficial +Q, sin cargas en su interior. Del mismo modo, si una carga externa se acerca al contenedor desde el exterior, la distribución de la carga inducida en la superficie exterior se redistribuirá para cancelar su campo eléctrico dentro del contenedor. De este modo, las cargas dentro del contenedor no “sentirán"; ningún campo eléctrico y no cambiarán. En resumen, las regiones dentro y fuera del contenedor están eléctricamente aisladas entre sí, los campos eléctricos de una región no pueden penetrar o afectar a la otra. Este es el principio del blindaje electrostático utilizado en la jaula de Faraday.

## Otros experimentos

### Procedimiento alternativo
Una forma alternativa de realizar el experimento: después de que el objeto C cargado se introduce en el contenedor en el Procedimiento 2, la superficie exterior del contenedor se conecta momentáneamente a tierra. La carga en el exterior del contenedor se drena a tierra, y el detector de carga declina a cero, dejando la carga en el interior del contenedor, igual pero opuesta a la de C. Luego se retira el objeto C del contenedor. Dado que C ya no está presente para mantener la carga inducida en la superficie interior del contenedor, migra hacia el exterior del contenedor, por lo que el detector de carga registra una carga igual pero opuesta a su lectura anterior. Esta nueva carga puede probarse que es igual y opuesta a la carga en C tocando C a la superficie exterior del contenedor. Las dos cargas se neutralizan exactamente la una a la otra, de modo que tanto el exterior del contenedor como el C se encuentran sin carga.

### Medición de carga sin contacto
Bajar un objeto a un contenedor de Faraday ofrece una forma de medir la carga sobre él sin tocarlo ni perturbar su carga. La carga inducida en el exterior del contenedor por las cargas en el interior depende únicamente de la carga total en el interior, y si se introducen varios objetos cargados en el contenedor, la carga en el exterior será igual a su suma.

### Adición de carga
Si varios objetos cargados conductores descienden uno tras otro dentro del contenedor y se tocan hacia el interior, toda la carga de cada objeto se transferirá hacia el exterior del contenedor, independientemente de la cantidad de carga que ya se encuentre en el contenedor.
Así es como se transfiere la carga al terminal superior de un generador Van de Graaff. El terminal es una carcasa metálica hueca y funciona como un cubo de Faraday. La carga se transporta en su interior en una cinta móvil y luego se retira de la cinta mediante un alambre fijado en el interior del terminal. Dado que el interior del terminal tiene un potencial constante, la carga de la correa fluye hacia la superficie exterior, lo que se suma a la carga allí, independientemente de la cantidad de carga que ya se encuentre en el terminal.

### La electrificación por contacto produce cargas iguales
La propiedad de “suma de cargas"; de la cubeta de Faraday puede utilizarse para demostrar que la electrificación por contacto (triboelectricidad), cargando objetos frotándolos o tocándolos entre sí, produce cargas iguales y opuestas. Un trozo de piel y un trozo de caucho o plástico se descargan primero para que no tengan carga, y luego ambos se bajan juntos en el contenedor sujeto a asas no conductoras. El detector de carga no registra ninguna carga. Luego se frotan dentro del contenedor. El roce hará que el pelaje se cargue positivamente y el caucho se cargue negativamente debido al efecto triboeléctrico. Sin embargo, como esto se debe a una separación de cargas iguales, las dos cargas son iguales y opuestas, por lo que la suma de la carga en ambos objetos sigue siendo cero. Esto lo demuestra el detector de carga, que sigue leyendo el cero después de la operación. Las cargas en los objetos individuales pueden demostrarse sacando uno a la vez del contenedor. El detector de carga registrará cargas opuestas para cada objeto restante.

### Contenedores concéntricos múltiples
En su artículo original de 1844, Faraday también investigó el efecto de usar varios contenedores conductores uno dentro del otro. Encontró que el efecto de inducción funciona a través de múltiples contenedores de la misma manera que lo hace a través de un contenedor. Utilizó cuatro cubos, cada uno apoyado en una almohadilla no conductora dentro del siguiente. Si se baja una carga en el cubo más interior, aparecerá una carga inducida exactamente igual en el exterior del cubo exterior. La carga en el exterior de cada cubo induce una carga igual en el siguiente. Si uno de los cubos está conectado a tierra, la carga en todos los cubos fuera de él va a cero.